# Sahrbach
Der Sahrbach ist ein 15,3 km langer, westlicher und orographisch linker Nebenfluss der Ahr in Nordrhein-Westfalen und Rheinland-Pfalz.

## Name
Der Ort Kirchsahr wurde in der Zeit zwischen 959 und 70 als Sarna erstmals schriftlich erwähnt, was auch der ursprüngliche Name des Gewässers gewesen sein dürfte. Der Name leitet sich wahrscheinlich vom indogermanischen *səro- „tobend, wütend“ ab.

## Geographie

### Verlauf
Der Sahrbach entspringt als Winkelbach (15,3 km – 13,2 km) im Flamersheimer Wald. Die Quelle liegt nördlich von Scheuren auf Euskirchener Gebiet auf einer Höhe von etwa 384 m ü. NHN. 
Von hier aus fließt der Bach nach Osten, unterquert nach kurzem Lauf die Landesstraße 113 und verlässt dort Euskirchen. Er fließt dann südlich zwischen den Bad Münstereifeler Stadtteilen Scheuren und Maulbach. Als Houverather Bach (13,2 km – 10,0 km) durchfließt er das Naturschutzgebiet Houverather Bach und Nebenbäche und passiert den Stadtteil Houverath. Von hier aus fließt er als Sahrbach durch Kirchsahr und die Ortsteile Binzenbach und Burgsahr. Er fließt weiter in östliche Richtung und mündet in Kreuzberg in den dort von Süden kommenden Rhein-Zufluss Ahr.
Auf seinem 15,3 km langen Weg erfährt der Bach einen Höhenunterschied von 213 Metern, was einem mittleren Sohlgefälle von 13,9 ‰ entspricht

Der Sahrbach
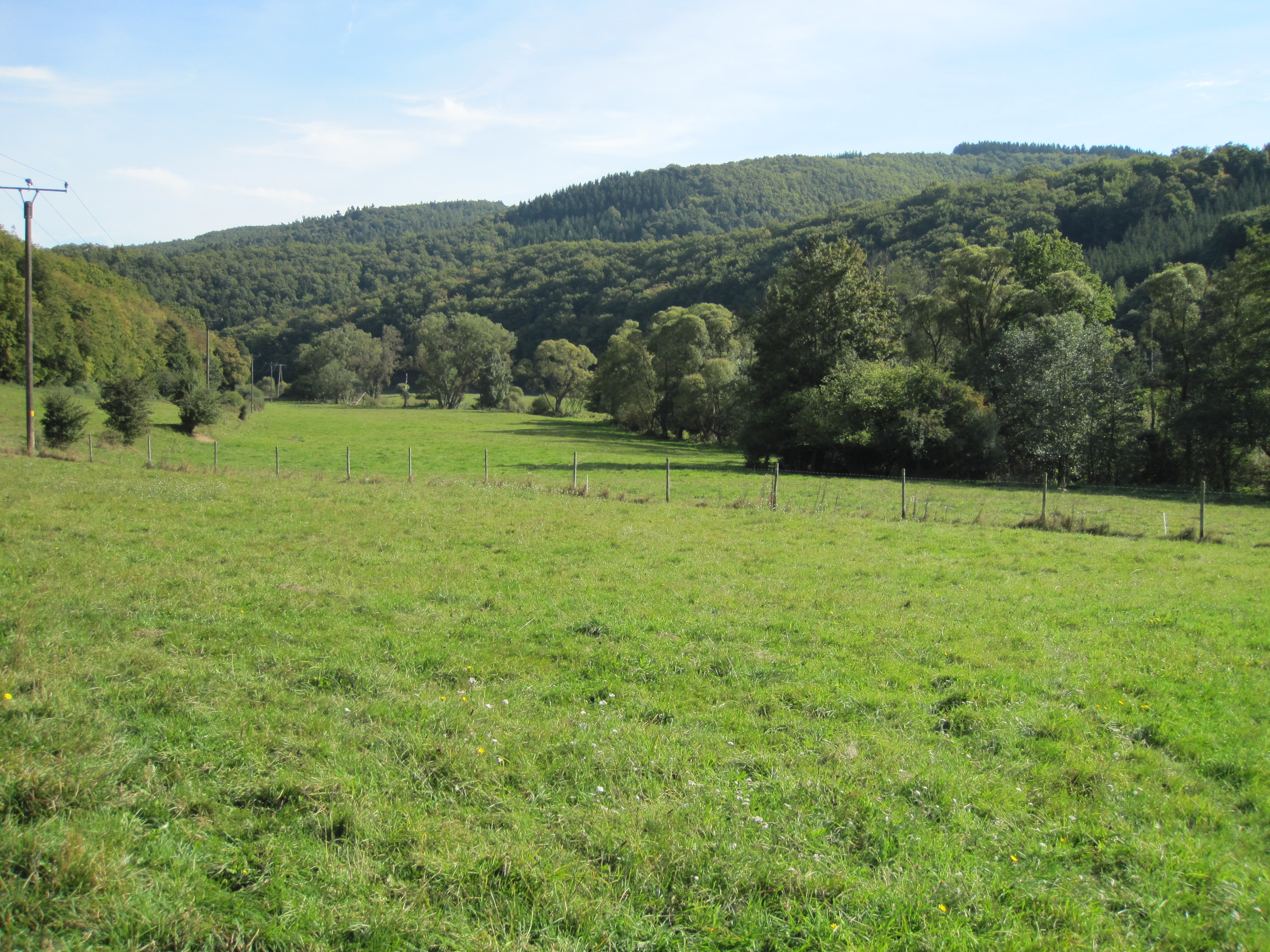
Das südliche Sahrbachtal
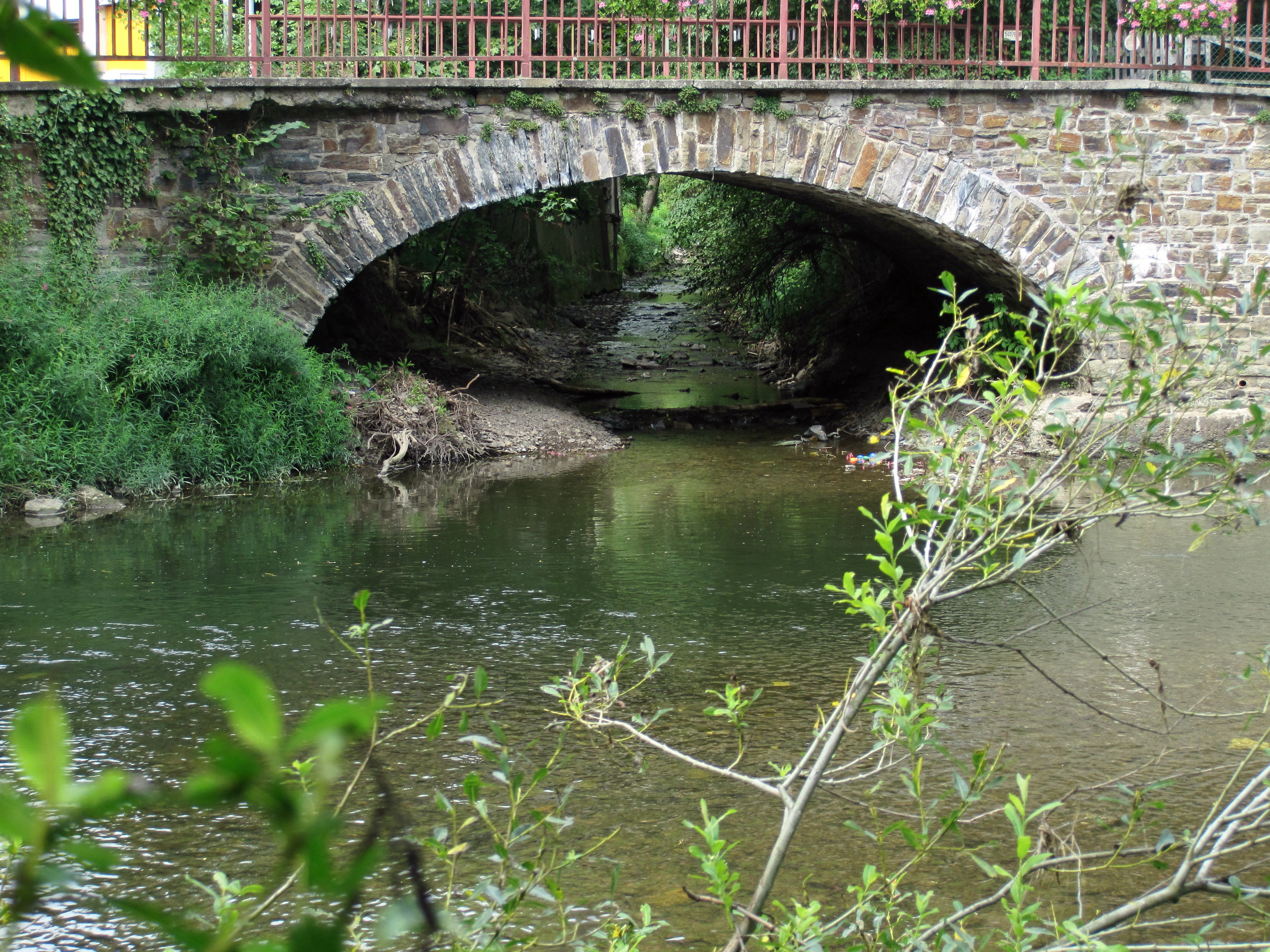
Die Mündung des Sahrbachs in die Ahr (Kreuzberg)

### Einzugsgebiet
Das 46 km² große Einzugsgebiet des Sahrbachs liegt in der Eifel und wird über die Ahr und den Rhein zur Nordsee entwässert.
Es grenzt
- im Nordosten an das Einzugsgebiet des Vischelbachs, der in die Ahr mündet;
- im Südosten an das des Bachs vom Schorling, der ebenfalls in die Ahr mündet;
- im Südwesten und Westen an das des Ahrzuflusses Liersbach;
- im Nordwesten an das des Schleidbachs (Graubach), der über die Erft in den Rhein entwässert;
- im Norden an das des Steinbachs, der über die Swist in die Erft entwässert und
- ansonsten an das Einzugsgebiet der Ahr direkt.

### Zuflüsse
(Von der Quelle zur Mündung)
| Stat. in km | Name                        | GKZ         | Lage   | Länge in km | EZG in km² | Mündung Koordinaten | Mündungshöhe in m ü. NHN | Bemerkungen                 |
| ----------- | --------------------------- | ----------- | ------ | ----------- | ---------- | ------------------- | ------------------------ | --------------------------- |
| 014,90      | N. N.                       | 27188-11    | links0 | 000,5350    | 0000,9550  | ⊙                   | 36700000                 |                             |
| 014,40      | Hoestsiefen                 | 27188-12    | links0 | 000,7110    | 0000,4680  | ⊙ Maulbach          | 35000000                 | auch: Breidenwasser         |
| 013,20      | Geißenbach                  | 27188-2     | rechts | 009,4390    | 0010,3880  | ⊙ Scheuren          | 33000000                 |                             |
| 012,90      | Maulbacher Siefen           | 27188-312   | links0 | 001,0930    | 0002,3010  | ⊙ Maulbach          | 32600000                 |                             |
| 011,40      | Hasenbach                   | 27188-32    | links0 | 002,2520    | 0003,2910  | ⊙ Lanzerath         | 30900000                 | im Oberlauf Eichener Siefen |
| 010,40      | Limbach                     | 27188-33112 | rechts | 001,6070    | 0001,1360  | ⊙ Limbach           | 30700000                 | auch: Limbacher Bach        |
| 010,00      | Wormsbach                   | 27188-33192 | rechts | 001,3860    | 0001,2130  | ⊙                   | 29400000                 |                             |
| 008,40      | Bach vom Hühnerberg         | 27188-332   | rechts | 000,7310    | 0000,3470  | ⊙                   | 28600000                 |                             |
| 008,30      | Kirchsahrbach               | 27188-334   | rechts | 000,5280    | 0000,240   | ⊙                   | 28500000                 |                             |
| 007,90      | Binzenbach                  | 27188-34    | links0 | 001,070     | 0001,0260  | ⊙ Binzenbach        | 26200000                 |                             |
| 007,70      | Effelsberger Bach           | 27188-4     | rechts | 006,5820    | 0008,8870  | ⊙ Binzenbach        | 26000000                 |                             |
| 007,20      | Burgsahrbach                | 27188-912   | links0 | 000,6670    | 0000,3360  | Burgsahr            | ?00000                   |                             |
| 007,00      | Bach an der alten Zinkgrube | 27188-914   | rechts | 000,9750    | 0000,4750  | ⊙ Burgsahr          | 24300000                 |                             |
| 005,80      | Wingertshardtbach           | 27188-916   | links0 | 000,7730    | 0000,4940  | ⊙                   | 23500000                 |                             |
| 005,60      | Käsbach                     | 27188-92    | rechts | 002,1420    | 0002,0850  | ⊙                   | 23300000                 |                             |
| 004,90      | Buchenbach                  | 27188-9912  | rechts | 001,0040    | 0000,4780  | ⊙                   | 22500000                 |                             |
| 004,50      | Waldbach                    | 27188-9914  | rechts | 000,3140    | 0000,1630  | ⊙                   | 22100000                 |                             |
| 004,20      | Häselinger Bach             | 27188-992   | links0 | 002,1070    | 0001,1410  | ⊙                   | 21800000                 |                             |
| 003,60      | Krählinger Bach             | 27188-994   | links0 | 001,7450    | 0001,0140  | ⊙                   | 21100000                 |                             |
| 003,50      | Selbach                     | 27188-9992  | rechts | 001,0340    | 0001,1060  | ⊙                   | 21100000                 |                             |
| 003,30      | Bach am Kotzhardt           | 27188-9994  | rechts | 000,3020    | 0000,3790  | ⊙                   | 21100000                 |                             |

Anmerkungen zur Tabelle
1. ↑  Gewässerkennzahl, in Deutschland die amtliche Fließgewässerkennziffer mit zur besseren Lesbarkeit eingefügtem Trenner hinter dem Präfix, das einheitlich für den allen gemeinsamen Vorfluter Sahrbach steht.
2. ↑  Topographisches Informationsmanagement, Bezirksregierung Köln, Abteilung GEObasis NRW (Hinweise)
3. ↑  Im Kartendienst des Landschaftsinformationssystems der Naturschutzverwaltung Rheinland-Pfalz (LANIS-Karte) (Hinweise) nicht verzeichnet.

## Freizeit
Das Sahrbachtal ist beliebt bei Bogenschützen, bei Campern und bei Wanderern. Für letztere sind unter anderem der Sahrbachweg und der Sahrbachtaler Höhenweg ausgewiesen.